# 羅威爾區

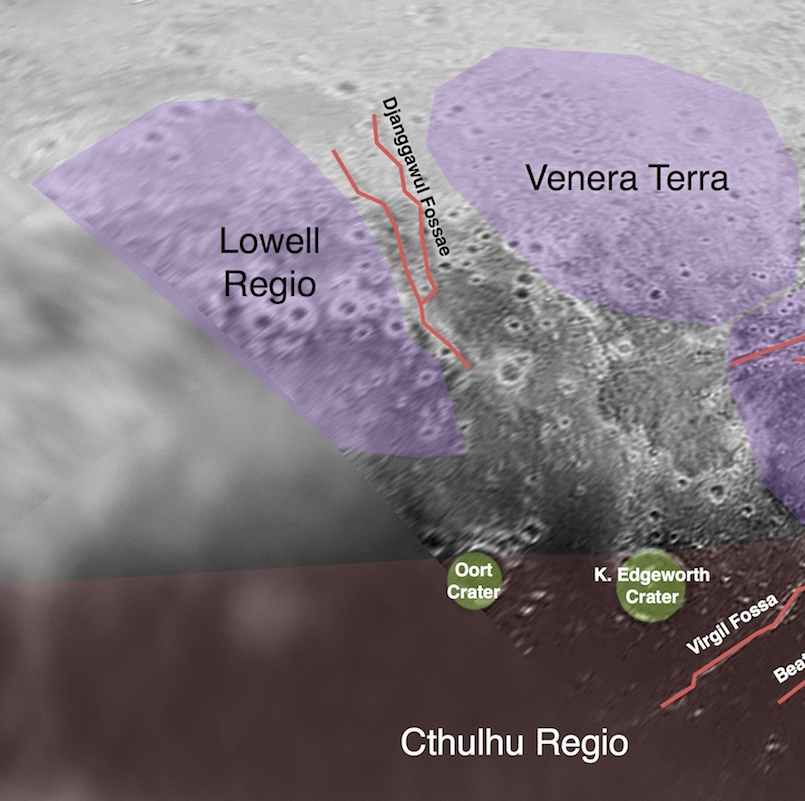
羅威爾區

羅威爾區（Lowell Regio /ˈloʊəl ˈriːdʒioʊ/）是矮行星冥王星上的一個地區，是新視野號太空船在2015年發現的。它的名稱源自設立羅威爾天文台，使克萊爾·湯博得以發現冥王星的帕西瓦爾·羅威爾。